# امپراتور هیگاشی‌یاما
امپراتور هیگاشی‌یاما (به ژاپنی: 東山天皇 Higashiyama)؛ (۲۱ اکتبر ۱۶۷۵ – ۱۶ ژانویه ۱۷۱۰)، صد و سیزدهمین امپراتور ژاپن در دوره شوگون‌سالاری توکوگاوا بود.